# فالنتين رونجيه
فالنتين رونجيه (بالفرنسية: Valentin Rongier)‏ (7 ديسمبر 1994 بماكون في فرنسا - ) هو لاعب كرة قدم فرنسي في مركز الوسط. لعب مع نادي نانت.

## روابط خارجية
- فالنتين رونجيه على موقع الاتحاد الأوربي (الإنجليزية)
- فالنتين رونجيه على موقع إي إس بي إن إف سي (الإنجليزية)
- فالنتين رونجيه على موقع قاعدة بيانات كرة القدم.إي يو (الإنجليزية)
- فالنتين رونجيه على موقع ليكيب (الفرنسية)
- فالنتين رونجيه على موقع Soccerway.com (الإنجليزية)
- فالنتين رونجيه على موقع عالم كرة القدم.نت (الإنجليزية)
- فالنتين رونجيه على موقع AS.com (الإسبانية)